# Kleber Callou
José Kleber Callou (Crato, 27 de setembro de 1930 – Crato, 29 de abril de 2019), foi um advogado, professor acadêmico e político brasileiro, foi deputado estadual do Ceará entre 1967 e 1971, pela Aliança Renovadora Nacional (ARENA), por onde foi empossado como terceiro secretário da mesa diretora da Assembleia Legislativa do Ceará, anos mais tarde se elegeu deputado federal, novamente pela ARENA, exercendo suas atividades políticas entre 1971 e 1975.
Em sua juventude atuou como esportista e lateral-direito, pelo Sport Club do Crato, abandonando-a para se dedicar a carreira profissional como advogado, bacharelando em direito pela Faculdade de Direito da Universidade Federal do Ceará. Também foi presidente do Sport Club do Crato, e de diversas organizações de desportos, como a Liga Cratense de Desportos e do Lions Club do Crato. Ainda licenciou-se em ciências jurídicas e quando foi professor acadêmico, foi reitor do Diretório Acadêmico Dom Francisco da Faculdade de Filosofia do Crato, atual URCA. Lecionou no Colégio Estadual Wilson Gonçalves, no Colégio Estadual Pedro Felício, na Universidade Regional do Cariri (URCA) e por um período na Universidade Federal do Ceará.
Kleber Callou adentrou no cenário político em 1958, quando foi eleito vereador de Crato, sua cidade natal, pelo extinto Partido Social Democrático, e mais tarde reelegeu-se. Em 1965 com o decreto do Ato Institucional Número Dois (AI-2), filiou-se à Aliança Renovadora Nacional (ARENA) em virtude do bipartidarismo, imposto pelo Regime Militar de 1964. Em 1966, seu sogro, Pedro Felício Cavalcanti, propôs a seu jenro, para se candidatar a deputado estadual em sua coligação que na época era candidato a prefeito de sua cidade, assim, Kleber Callou, candidatou-se para deputado estadual pela Aliança Renovadora Nacional, sendo eleito para o mandato de 1967 à 1971.

## Biografia

### Origem e família

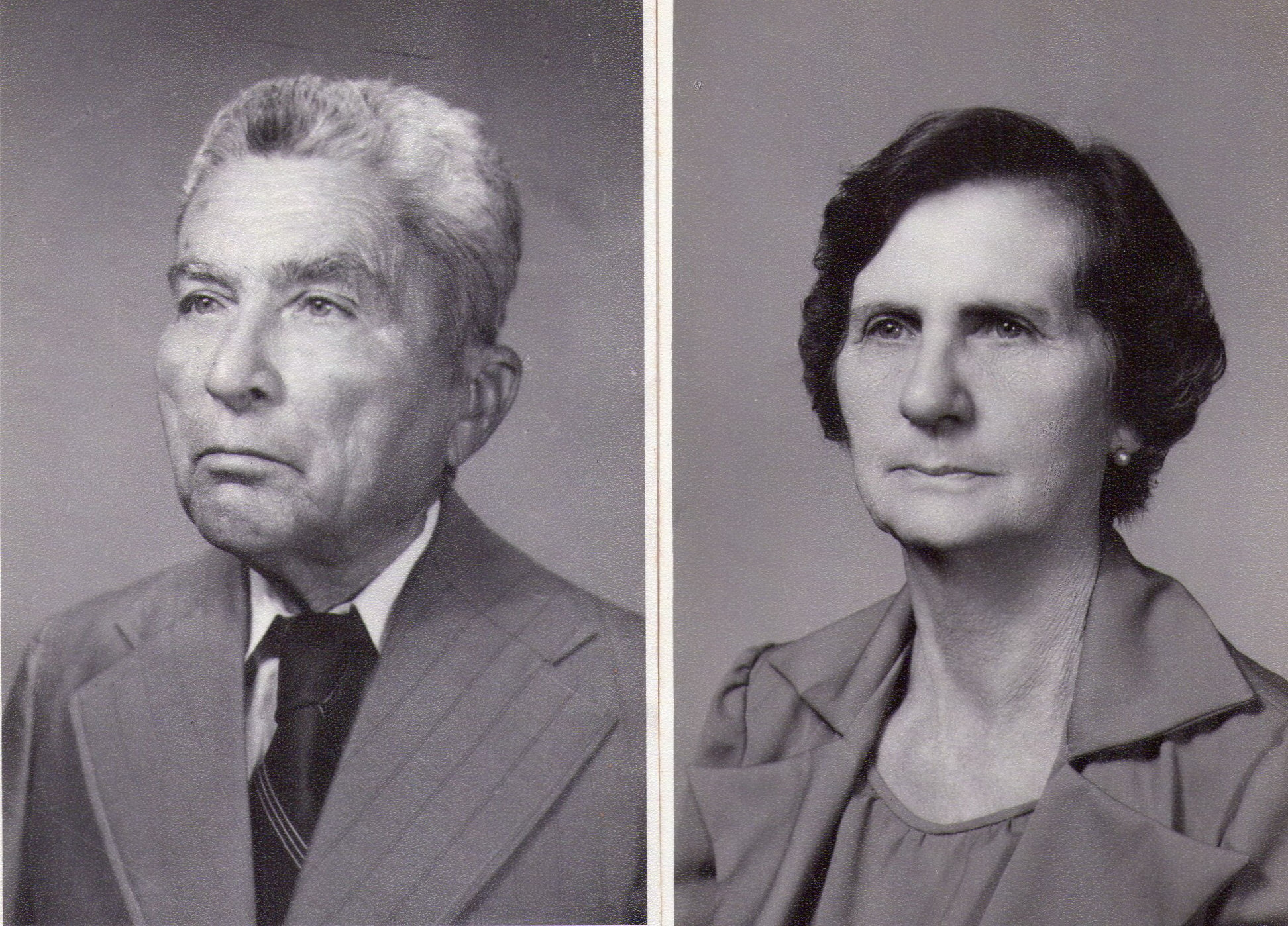
Pais de José Kleber Callou: José Calazans Callou e Maria de Doçura Stolofsky.

José Kleber Callou nasceu no Sítio Saquinho nas imediações de Crato e Barbalha, no extremo sul do estado do Ceará, em 27 de setembro de 1930. Kleber Callou era o segundo filho mais velho de uma família de 13 irmãos, destes sendo sete homens e seis mulheres, todos filhos de José Calazans Callou (1899-2002), um agricultor e sua esposa Maria "Mariquinha" de Doçura Stolofsky (1909-2008), uma dona-de-casa. Kleber Callou possuía ascendência galega e francesa. Seu pai era descendente de espanhóis e franceses, sendo seu lado paterno francês, proveniente da Ilha de França, na região central da França, enquanto seu lado materno era espanhol, proveniente da região de Aragão, no nordeste da Espanha. Enquanto que sua mãe era inteiramente descendente de polacos.
Kleber Callou, nasceu em uma família de antepassados políticos, seu bisavô era Gregório Callou, que foi coronel comandante do 13º batalhão de infantaria e prefeito de Barbalha, nomeado pelo presidente da República Federativa do Brasil, Venceslau Brás, assumindo o cargo em 1° de janeiro de 1915 até 18 de fevereiro de 1916. Em 1915 Barbalha foi saqueada pelos revoltosos da Sedição de Juazeiro, isso fez com que o coronel abandonasse o cargo, sem maneiras de controlar os populares, e junto com sua família se mudaram rapidamente para Crato.
Mais tarde, outro parente, Antônio Lyrio Callou, também foi prefeito de Barbalha, desta vez por dez anos ininterruptos, de 1935 à 1945. Apesar de o fracasso da administração de Gregório Callou, este por sua vez, teve um governo considerável para a população barbalhense, com a construção de centros cooperativos de educação e saúde popular, fundando a Sociedade de Proteção a Maternidade e a Infância de Barbalha, atualmente Hospital Maternidade São Vicente de Paulo, inaugurado em 1970 pelo Monsenhor Eusébio de Oliveira Lima, e na construção do Estádio Municipal Lírio Callou, atual estádio do Barbalha Futebol Clube.

### Educação e atividade profissional
Iniciou e concluiu seus estudos em sua cidade natal, estudou no Colégio Diocesano do Crato e mais tarde, graduou-se técnico em contabilidade pela Escola Técnica de Comércio do Crato, iniciou sua atividade profissional trabalhando na empresa comercial Tavares & Filho, pouco tempo depois foi bancário, trabalhando no Banco Caixeiral do Crato, por onde foi gerente por 24 anos até o seu fechamento em 2015. Também atuou como professor na Escola Técnica de Comércio e no Colégio Pio X, ambos em Crato, Ceará.
Em 1950, Kleber Callou foi admitido na Faculdade de Direito da Universidade Federal do Ceará (FACDIR), onde se formou em direito e ciências jurídicas, Universidade Federal do Ceará (UFC). Após a sua primeira e última eleição como deputado estadual, bacharelou-se em ciências sociais pela Universidade Estadual do Ceará (UECE) e lincenciou-se em história e filosofia.
Como professor, lecionou na Escola Técnica de Comércio do Crato, no Colégio Pio X, no Colégio Estadual Wilson Gonçalves, no Colégio Estadual Pedro Felício, na Universidade Regional do Cariri (URCA) e por um período na Universidade Federal do Ceará.

## Vida política

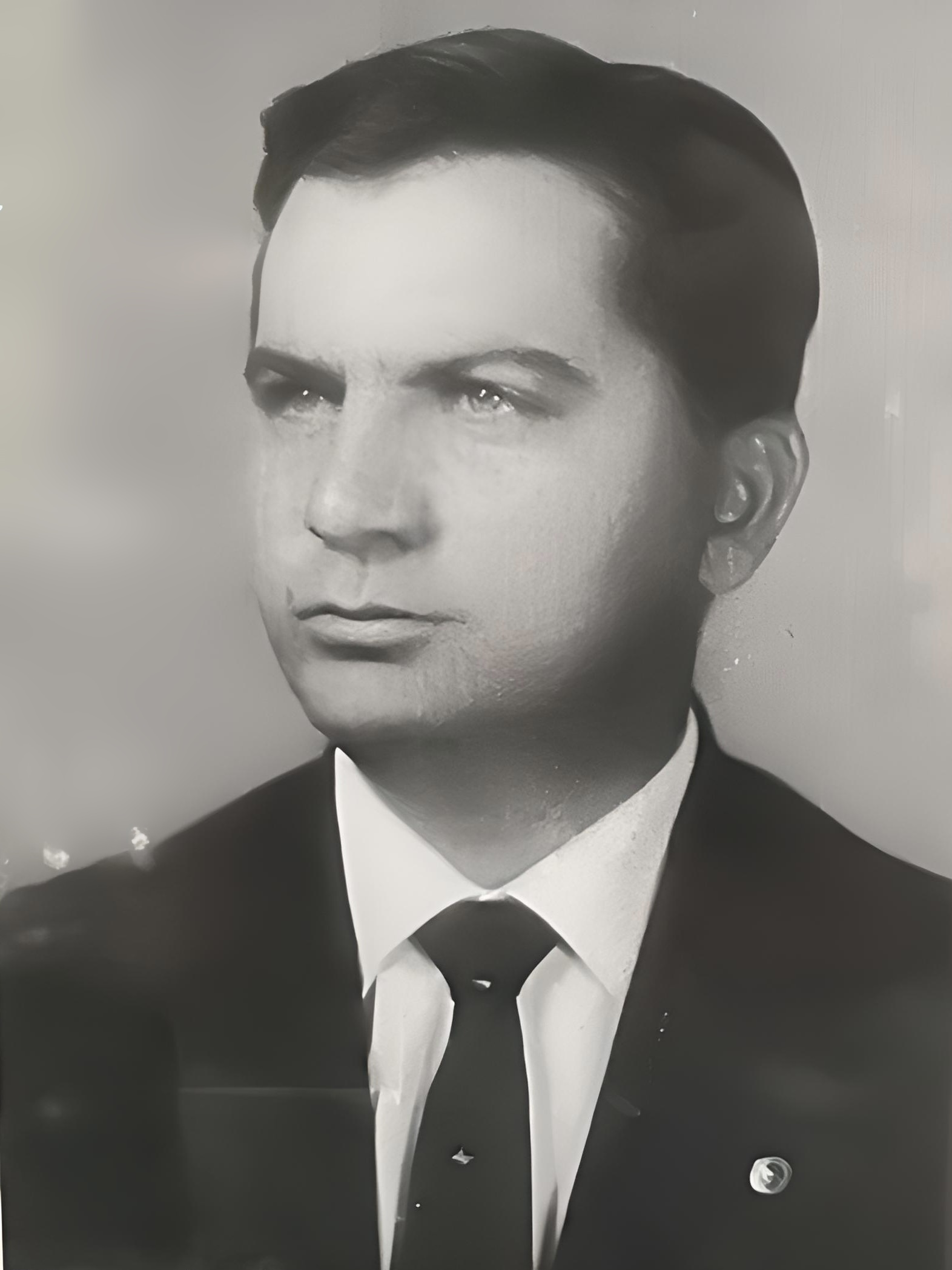
Kleber Callou em 1959.

Em 1958, Kleber Callou candidatou-se à vereador de Crato, pelo extinto Partido Social Democrático (PSD), sendo eleito para o mandato de 1959 até 1962. Em 1960, Kleber Callou foi empossado presidente da mesa diretora, sendo novamente presidente nos anos de 1963, 1965 e 1966. Em 1962, foi re-eleito vereador, mais uma vez pelo Partido Social Democrático (PSD).
Em 1965 com o decreto do Ato Institucional Número Dois (AI-2), filiou-se à Aliança Renovadora Nacional (ARENA) em virtude do bipartidarismo, imposto pelo Regime Militar de 1964.
Em 1966, Kleber Callou recebeu a proposta de seu sogro, Pedro Felício Cavalcanti, para candidatar-se a deputado estadual em sua coligação que na época era candidato a prefeito de sua cidade, assim, candidatou-se para deputado estadual pela Aliança Renovadora Nacional, sendo eleito para o mandato de 1967 à 1971, com aproximadamente  5.224 votos.
Na Assembleia Legislativa do Ceará, Kleber Callou integrou a mesa diretora, ocupando a terceira cadeira como secretário no ano de 1969.
Em 1970, tentou uma reeleição para o cargo de deputado estadual nas eleições estaduais em 1970, desta vez sem sucesso, ficando na suplência.

## Vida Pessoal
Kleber Callou casou-se com Marilée Gonçalves Felício, filha do político Pedro Felício Cavalcanti, com quem teve quatro filhos: Francisco Érico Felício Calou (um professor acadêmico), Pedro Felício Cavalcanti Neto (um advogado), Kleber Calou Filho (um advogado, filiado ao PDT) e Maria Irma Felício Calou (uma servidora pública)

## Morte
Kleber Callou faleceu em 29 de abril de 2019, vítima de complicações no pulmão, falecendo devido a uma insuficiência respiratória, na época, faltando apenas cinco meses para que completasse 89 anos de vida, sua morte virou notícia em todo o estado do Ceará, principalmente em sua cidade natal, seu falecimento foi lamentado por jornais e políticos do Cariri.
O deputado estadual do Ceará, Fernando Santana, do Partido dos Trabalhadores (PT), lamentou sua morte em discurso na Assembleia Legislativa do Ceará e o prefeito de Crato, José Ailton de Sousa Brasil, do Progressistas (PP), decretou três dias de luto oficial em homenagem.